# Juan Cabeza de Vaca

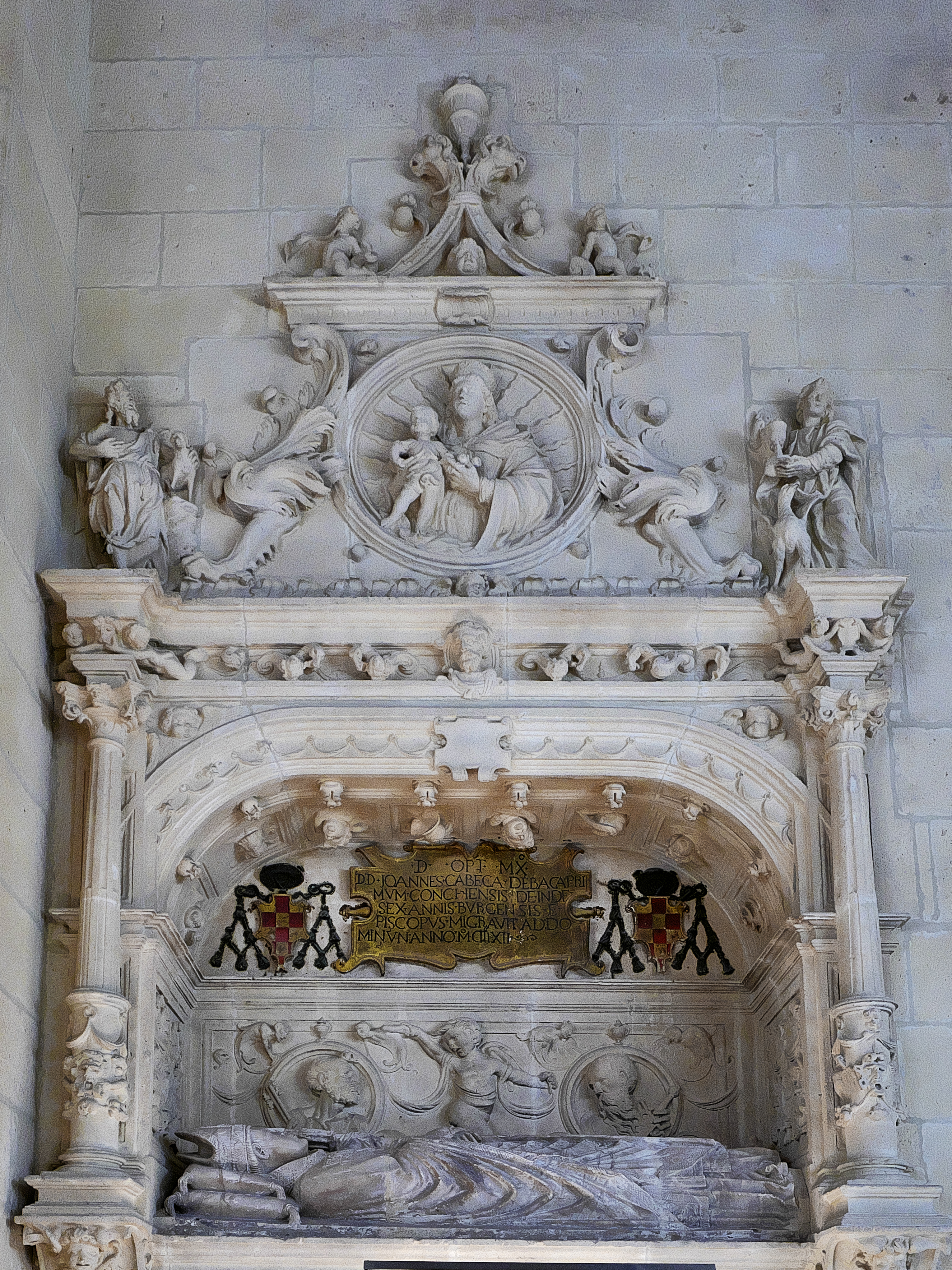
Sepulcro de D. Juan Cabeza de Vaca, Catedral de Burgos

Juan Fernández Cabeza de Vaca (? - 7 de janeiro de 1413) foi um clérigo católico romano, que serviu como bispo de Coimbra, depois de Cuenca e por fim de Burgos.

## Biografia
A família Cabeça de Vaca era provavelmente de origem nobre de Burgos; Juan era irmão de Pedro Fernández Cabeza de Vaca, mestre da Ordem de Santiago em 1383.
Era reitor da catedral de Toledo quando foi nomeado bispo de Coimbra pelo papa Gregório XI, em 13 de janeiro de 1377. No entanto, apenas em janeiro de 1379 encontramos a primeira prova documental da sua presença efetiva na sé de Coimbra, embora depois de 1381 tenha deixado de residir e, na prática, a sé ficaria vaga até 1385. No início do Cisma, o bispo havia se declarado a favor de Clemente VII. Em 1382, Juan participou no desenvolvimento do tratado de paz luso-castelhano juntamente com o bispo de Lisboa, Martinho de Zamora, e o bispo da Guardia, Afonso Correia. Nos termos deste acordo, a infanta portuguesa Beatriz, filha de Fernando I, deveria casar-se com o rei castelhano João I.
Quando o Fernando I de Portugal morreu em 1383, tomou partido a favor de Castela e de D. João I, de quem foi embaixador junto do Papa de Avinhão. Em julho de 1385, durante a guerra castelhano-portuguesa, Cabeza de Vaca esteve ao lado de D. João I no cerco de Celorico da Beira. Em 1391 ainda se intitulava bispo de Coimbra, apesar de desde 1385 um novo prelado, Martín Alfonso, nomeado por Urbano VI, portanto obediente a Roma, ocupar o seu lugar. Em 1395, Henrique III enviou-o novamente como embaixador na corte papal de Avinhão, e um ano depois, em 15 de novembro de 1396, foi promovido por Bento XIII ao bispado de Cuenca, o qual ocupou até 1407. À frente desta mitra desenvolveu um intenso trabalho de reforma eclesiástica, realizando cinco sínodos diocesanos, promovendo reformas tanto no clero e liturgia quanto aos leigos.
D. Juan Cabeza de Vaca foi um dos prelados castelhanos que compareceram no dia 29 de abril de 1403 à cerimônia de restituição da obediência de Castela ao Papa Bento XIII, realizada na colegiada de Santa María de Valladolid. Por outro lado, em 1407 participou nas cortes de Segóvia, as primeiras realizadas durante o reinado de João II, nas quais a rainha-mãe Catarina de Lencastre e D. Fernando, tio do monarca, juraram os seus cargos de tutores perante todos os presentes.
Uma das reformas administrativas mais importantes realizadas durante o seu pontificado em Cuenca consistiu na divisão da cidade em catorze agrupamentos paroquiais, juntando-se outra às treze já existentes, erigindo como paróquia a igreja de Santa María La Nueva, em 31 de janeiro de 1403, que anteriormente havia sido uma sinagoga e provavelmente no final do pontificado de seu antecessor ou no início do seu próprio já havia sido transformada em igreja para os convertidos do judaísmo.

Em 14 de março de 1407 foi transferido para a sé episcopal de Burgos, jurando defender os seus estatutos em 13 de setembro. Em 1408, estabeleceu como paróquia a igreja de San Nicolás, compareceu aos tribunais de Guadalajara, e compareceu também ao Concílio de Perpignan. Então Bento XIII o chamou à corte papal e o manteve ao seu serviço por mais de um ano. Retornando a Burgos em 1410, fez uma visita diocesana. Em 15 de setembro de 1411, realizou nesta diocese o seu primeiro e mais importante sínodo diocesano, sendo promulgadas extensas constituições sobre variados assuntos. O segundo sínodo realizado em Burgos reuniu-se em 23 de abril de 1412. D. Juan Cabeza de Vaca morreu como bispo de Burgos em 7 de janeiro de 1413 e foi sepultado em sua catedral.